# Николай (Дебрин)
Николай (в миру Николай Дебрин; 9 сентября 1903, село Черногузы, Герцогство Буковина — 30 марта 1981, Рочестер) — иерарх Украинской греко-православной церкви Канады с титулом Архиепископ Торонто и Восточной Канады.

## Биография
Родился 8 декабря 1901 года в селе Черногузы, Австро-Венгрия (ныне Вижницкий район Черновицкой области). Учился в Черновицком и Кишиневском, окончил Ясский университет в 1930 году. С 1932 года работал агрономом в Румынии. В Яссах был соучредителем украинского студенческого общества «Громада» и хора при нём, в котором и пел. Также выступал в качестве солиста ансамбля донских казаков во время их гастролей в Румынии.
С 1940 проживал в Германии, 1949 эмигрировал в Канаду. Окончил богословский факультет православной коллегии святого Андрея при Манитобском университете в 1959 году.
В марте 1959 года был рукоположён сначала в диаконы, а потом — во пресвитеры и занимался приходской деятельностью на территории Канады. В 1974 году овдовел, и 11 сентября 1975 года был пострижён в монахи, а через три месяца, 21 декабря 1975 года он был рукоположён во епископа Саскатунского, викария Виннипегской епархии. Хиротония была совершена в кафедральном соборе св. Владимира в г. Торонто митрополитом Андреем (Метюком) в сослужении с митрополитом Михаилом (Хорошим) и архиепископом Борисом (Яковкевичем). В 1977 году был переведён на вакантную кафедру епископа Торонтского и Восточноканадского, а в 1980 году — возведён в сан архиепископа.
Скончался 30 марта 1981 года в городе Рочестер, штата Нью-Йорк, а похоронен в городе Торонто, Канада.